# شارع العجمي
شارع ناصر سعد شارع العجمي (1958، نائب سابق في مجلس الامة الكويتي، شارك في انتخابات مجلس الأمة الكويتي عام 1992 وفاز بالعضوية عن الدائرة الحادية والعشرين - الأحمدي- وحصل على (1900) صوت وحصل علي المركز الثاني، وفاز بالانتخابات.

## نبذة
عمل قبل دخوله المعترك السياسي محققا في وزارة الداخلية (الكويت)، ومدعي عام في محكمة الأحمدي، ومدعي عام جنح في قصر العدل، وهو عضو في جمعيه المحامين الكويتية، وكان من ضمن النواب ممن طرح الثقة بالوزير أحمد الربعي في جلسة طرح الثقة عام 1995.